# 基督教会座堂 (都柏林)
基督教会座堂（Christ Church Cathedral），正式名称为圣三一座堂（The Cathedral of the Holy Trinity），是爱尔兰圣公会都柏林和格兰达洛教区以及都柏林和卡舍尔教省的主教座堂，位于爱尔兰共和国首都都柏林，是愛爾蘭聖公會在该市的两座中世纪主教座堂中较老的一座，另一座是聖派屈克座堂。1980年代，教堂進行了翻新。

基督教会座堂

圣公会和天主教會都正式宣称基督教会座堂是其主教座堂，但是自从宗教改革以来，该堂实际上一直归圣公会所有。天主教會的总主教只是在名义上以此为主教座堂，实际上使用马尔伯勒街的圣玛利亚堂做為臨時主教座堂。20世纪70年代前，计划梅林广场中心的公园作为建立新主教座堂的地点，但该地点长期租赁给都柏林市议会。从1974至2010年，它以赠送者德莫特·瑞安总主教命名为“瑞安总主教公园”。
基督教会座堂坐落在都柏林中世纪的市中心，位于一片迷宫般的小房子和小街道的中心，毗邻爱德华勋爵街尽头的木码头（Wood Quay）。但是由于修建一条双线道路，拆除旧住宅区，其原有的中世纪的街道格局和建筑环境丧失。
基督教会座堂是的三个主教座堂中唯一一个可以从利菲河清楚地看到的。